# Episodi di Zeke e Luther (prima stagione)
La prima stagione della serie televisiva Zeke e Luther è andata in onda negli Stati Uniti dal 15 giugno 2009  al 1º febbraio 2010.
In Italia è stata trasmessa dal 28 settembre 2009 al 19 luglio 2010 su Disney XD, mentre dal 18 aprile 2011 è stata trasmessa in chiaro da Italia 1.
| nº | Titolo originale             | Titolo italiano               | Prima TV USA     | Prima TV Italia   |
| -- | ---------------------------- | ----------------------------- | ---------------- | ----------------- |
| 1  | Bros Go Pro                  | È arrivata la fama            | 15 giugno 2009   | 28 settembre 2009 |
| 2  | Donut Jockey                 | Skate express                 | 22 giugno 2009   | 5 ottobre 2009    |
| 3  | Crash and Learn              | Occhio ai fiori               | 29 giugno 2009   | 12 ottobre 2009   |
| 4  | Pilot                        | Febbre da sponsor             | 6 luglio 2009    | 19 ottobre 2009   |
| 5  | Cape Fear                    | Questione di look             | 13 luglio 2009   | 26 ottobre 2009   |
| 6  | Skate Camp                   | La rivincita di Ozzie         | 20 luglio 2009   | 2 novembre 2009   |
| 7  | Luck Be a Rodent Tonight     | La fortuna aiuta gli skaters  | 27 luglio 2009   | 9 novembre 2009   |
| 8  | The Big Red Stacking Machine | Luther l'impila-bicchieri     | 3 agosto 2009    | 16 novembre 2009  |
| 9  | Summer School                | Chi è il migliore?            | 10 agosto 2009   | 23 novembre 2009  |
| 10 | Haunted Board                | La tavola stregata            | 3 ottobre 2009   | 30 novembre 2009  |
| 11 | Road Trip                    | I boxer della discordia       | 19 ottobre 2009  | 7 dicembre 2009   |
| 12 | Luther Leads                 | Luther al comando             | 26 ottobre 2009  | 11 gennaio 2010   |
| 13 | Soul Bucket                  | Lo skate nautico              | 2 novembre 2009  | 18 gennaio 2010   |
| 14 | Not My Sister's Keeper       | La fuga di Ginger             | 9 novembre 2009  | 25 gennaio 2010   |
| 15 | Rollerdorks                  | Il romeo delle rampe          | 16 novembre 2009 | 1º febbraio 2010  |
| 16 | Crash Dummies                | Tavole ruggenti               | 23 novembre 2009 | 8 febbraio 2010   |
| 17 | Adventure Boy                | Un rivale in amore            | 30 novembre 2009 | 19 luglio 2010    |
| 18 | I, Skatebot                  | Il robot                      | 4 gennaio 2010   | 22 febbraio 2010  |
| 19 | Law and Boarder              | Proibizioni a ruota libera    | 18 gennaio 2010  | 1º marzo 2010     |
| 20 | A Very Hairy Problem         | Il mio amico Sammy            | 25 gennaio 2010  | 21 giugno 2010    |
| 21 | Skate Squad                  | Strombazzatori e picchiatelli | 1º febbraio 2010 | 12 aprile 2010    |

## È arrivata la fama
- Titolo originale: Bros Go Pro
- Diretto da: Joe Menendez
- Scritto da: Jason Jordan

### Trama
Zeke e Luther, i protagonisti, stanno facendo dei trick vicino ad una fontana assieme a Kojo. Ad un certo punto, appena dopo che Zeke e Luther hanno saltato un muretto, vengono visti da un signore, che li chiama dicendogli di venire da lui. Pensando che il signore li voleva sgidare, scappano, ma Kojo dice all'uomo dove poterli trovare (a casa di Zeke). Ginger(la sorella di Zeke) fa entrare l'uomo che, invece che sgridarli gli propone di lavorare per lui. Loro accettano subito e Ginger li convince ad essere la loro manager, anche molto abile!
Il giorno prima dell'esibizione, che consiste nel saltare giù con lo skateboard da una rampa verticale e atterrare su dei materassi, Zeke e luther vanno in un hotel. Dopo aver ordinato molte portate di servizio in camera, Zeke decide di farsi un bagno, e Luther di giocare a un gioco dell'Xbox. Mentre Luther ha il volume della tv alto, Zeke rimane incastrato con il dito del piede nel tubo del lavandino e dopo un po' Luther si addormenta tutto storto sul letto. La mattina dopo, Luther ha il torcicollo, e Zeke deve andare in giro con il tubo del lavandino attaccato al piede. Arrivati al luogo della manifestazione, all'inizio vogliono annullare tutto, ma poi un loro ammiratore fa capire a Zeke che lui credeva in loro, e quindi fanno il salto.
Il salto riesce perfettamente, ma tutti i soldi che hanno guadagnato li devono usare per riparare i danni all'hotel.
- Guest star: John Kapelos (Discount Dave)

## Skate express
- Titolo originale: Donut Jockey
- Diretto da: Gregory Hobson
- Scritto da: Boyd Hale

### Trama
- Guest star: Abigail Mavity (Lisa Grubner),
- Assenti: Daniel Curtis Lee (Kojo), Ryan Mewman (Ginger)

## Strombazzatori e picchiatelli
- Titolo originale: Skate Squad
- Diretto da: Matt Dearborn
- Scritto da: Matt Dearborn e Tom Burkhard

### Trama
Alla scuola di Zeke e Luther l'unico modo per saltare le faticose lezioni di ginnastica è far parte di una squadra sportiva. Così i ragazzi, insieme a Kojo e Ozzy, decidono di fondare la squadra di skate, con l'approvazione della vicepreside: i picchiatelli All'inizio per loro è solo un gioco e sfruttano i benefici loro concessi per divertirsi. Venuti a sapere dell'esistenza di un'altra squadra scolastica, gli strombazzatori, da regolamento si trovano costretti a sfidarli in una staffetta. Il giorno prima della gara il morale è a terra: Luther risente delle pressioni della squadra, Kojo ha subito l'ennesima delusione d'amore e Ozzy è un vero disastro. Sarà compito di Zeke, loro coach, sistemare le cose e portare la squadra alla vittoria.